# Lijst van rijksmonumenten in Obbicht
De plaats Obbicht telt 12 inschrijvingen in het rijksmonumentenregister. Hieronder een overzicht.
| Object                                     | Oorspronkelijke functie?  | Bouwjaar               | Architect               | Locatie                                  | Coördinaten?                 | Nr.?   | Afbeelding        |
| ------------------------------------------ | ------------------------- | ---------------------- | ----------------------- | ---------------------------------------- | ---------------------------- | ------ | ----------------- |
| Kasteelhoeve te Obbicht                    | Boerderij                 | Laatste kwart 18e eeuw |                         | Kasteelweg 25                            | 51° 1' 16" NB, 5° 46' 43" OL | 18282  | Upload foto       |
| Wegkapelletje                              | Gedenkteken               | 19e eeuw               |                         | Wegkapel hoek Vonderstraat/Langs de Beek | 51° 1' 40" NB, 5° 46' 43" OL | 18284  | Meer afbeeldingen |
| Terrein waarin overblijfselen van bewoning | Archeologisch monument    | Romeinse tijd          |                         |                                          | 51° 1' 56" NB, 5° 47' 2" OL  | 45127  | Upload foto       |
| Kasteel Obbicht: hoofdgebouw               | Kasteel, buitenplaats     | 1780                   | acques-Barthelemy Renoz | Kasteelweg 21                            | 51° 1' 18" NB, 5° 46' 45" OL | 510145 | Meer afbeeldingen |
| Obbicht: parkaanleg                        | Tuin, park en plantsoen   | 1800-1850              |                         | Kasteelweg bij 21                        | 51° 1' 18" NB, 5° 46' 44" OL | 510147 | Upload foto       |
| Obbicht: bouwhuizen                        | Bijgebouwen kastelen enz. | 1780                   |                         | Kasteelweg bij 21                        | 51° 1' 18" NB, 5° 46' 45" OL | 510148 | Meer afbeeldingen |
| Obbicht: twee bruggen                      | Tuin, park en plantsoen   | 17e eeuw               |                         | Kasteelweg bij 21                        | 51° 1' 18" NB, 5° 46' 43" OL | 510149 | Upload foto       |
| Obbicht: muren                             | Tuin, park en plantsoen   | 1650-1700              |                         | Kasteelweg bij 21                        | 51° 1' 18" NB, 5° 46' 43" OL | 510150 | Upload foto       |
| Obbicht: hekken                            | Tuin, park en plantsoen   | 1700-1800              |                         | Kasteelweg bij 21                        | 51° 1' 26" NB, 5° 46' 52" OL | 510151 | Upload foto       |
| Obbicht: ornament                          | Tuin, park en plantsoen   | 1750-1800              |                         | Kasteelweg bij 21                        | 51° 1' 18" NB, 5° 46' 46" OL | 510152 | Upload foto       |
| Obbicht: brug Julianakanaal                | Brug                      | 1934                   |                         | Brugstraat bij 1                         | 51° 1' 10" NB, 5° 47' 14" OL | 521971 | Upload foto       |